# 薄細鋤蛇鰻
薄細鋤蛇鰻，為輻鰭魚綱鰻鱺目糯鰻亞目蛇鰻科的其中一種，分布於西印度洋區，從紅海至南非海域，體長可達53公分，棲息在沿海、河口區，屬肉食性，生活習性不明。

## 擴展閱讀
維基物種上的相關：薄細鋤蛇鰻